# Kumxàtskaia
Kumxàtskaia (en rus: Кумшацкая) és un poble (una stanitsa) de l'óblast de Rostov, a Rússia, segons el cens rus del 2019 tenia 330 habitants. Pertany al districte de Tsimliansk.